# Малий Ґлембочек
Малий Ґлембочек (пол. Mały Głęboczek, нім. Oberworben) — село в Польщі, у гміні Бжозе Бродницького повіту Куявсько-Поморського воєводства.
Населення — 185 осіб (2011).
У 1975-1998 роках село належало до Торунського воєводства.

## Демографія
Демографічна структура станом на 31 березня 2011 року:
|          | Загалом | Допрацездатний вік | Працездатний вік | Постпрацездатний вік |
| -------- | ------- | ------------------ | ---------------- | -------------------- |
| Чоловіки | 89      | 21                 | 57               | 11                   |
| Жінки    | 96      | 24                 | 54               | 18                   |
| Разом    | 185     | 45                 | 111              | 29                   |